# Szaikai (Story)
A Szaikai (Story) (再会〜Story〜; Hepburn: Saikai (Story)) Gackt japán énekes kislemeze, mely 2000. augusztus 30-án jelent meg a Nippon Crown kiadónál. Hetedik helyezett volt az Oricon heti slágerlistáján és hat hétig szerepelt rajta. A dal a  Hot Pants (ホットパンツ) című televíziós műsor záródala volt.

## Számlista
| #  | Cím                                                       | Hossz |
| -- | --------------------------------------------------------- | ----- |
| 1. | Szaikai (Story) (再会〜Story〜; Hepburn: Saikai (Story) ) | 5:48  |
| 2. | Dears (Live)                                              | 5:15  |
| 3. | Saikai (Story) (Instrumental)                             | 5:40  |